# Greges (Asemrowo)
Greges is een bestuurslaag in het regentschap Soerabaja van de provincie Oost-Java, Indonesië. Greges telt 4286 inwoners (volkstelling 2010).